# Georges Python
Georges Python (Portalban, 10 september 1856 - Fillistorf, 10 januari 1927) was een Zwitsers advocaat, rechter, bestuurder, docent en politicus voor de Conservatieve Volkspartij (KVP/PCP) uit het kanton Fribourg.

## Biografie

### Afkomst
Georges Python was een zoon van Auguste Python, die landbouwer, burgemeester en gemeentesecretaris was, en van Elisabeth de Castella de Delley. In 1889 huwde hij Elisabeth de Wuilleret, een dochter van Louis de Wuilleret. Hun oudste zoon Louis Python werd advocaat, hoogleraar en federaal rechter, terwijl hun jongere zoon José Python kantonnaal politicus werd. Hij was een schoonbroer van Paul Aeby en van Charles de Wuilleret.

### Opleiding
Na zijn schooltijd in Schwyz en Fribourg studeerde hij rechten aan de rechtenschool van Fribourg, waar hij in 1879 afstudeerde. Hij voltrok zijn advocatenstage in het kantoor van zijn toekomstige schoonvader en werd in 1879 advocaat. Van 1883 tot 1886 was hij docent aan de rechtenschool van Fribourg. Van 1879 tot 1880 was hij voorzitter van de Schweizerischer Studentenverein/Société des étudiants suisse. Van 1883 tot 1886 was hij rechter in Sarine.

### Politicus
Van 1881 tot 1921 was Georges Python namens de katholieke conservatieven lid van de Grote Raad van Fribourg. Tussen 1886 en 1927 was hij tevens lid van de Staatsraad van Fribourg. Hij had het Openbaar Onderwijs als bevoegdheid. Omdat Python bij elke verkiezing vreesde de meerderheid in de Grote Raad en dus in de Staatsraad te verliezen, bouwde hij een nog nauwer verweven controlesysteem uit dan dat van de radicalen. Hij kreeg daarbij de steun van de geestelijkheid, die zoals gebruikelijk vanaf de kansel de 'goede kieslijsten' aanraadde. Daarnaast rekruteerde hij ook ambtenaren uit diverse overheidsbedrijven. In 1901 behaalde hij een verkiezingsoverwinning in de Gruyèrestreek, die tot dan toe altijd een liberaal bastion was geweest.

#### Onderwijs en universiteit
Als kantonnaal minister van Openbaar Onderwijs richtte Georges Python in 1889 de Universiteit van Fribourg op. Via tussenpersonen had hij bij de Heilige Stoel in Rome om steun gezocht voor de oprichting van een katholieke staatsuniversiteit als een bolwerk tegen het moderne geloof in de wetenschap. Op die manier verhinderde hij de plannen van bisschop Gaspard Mermillod, die eerder een gedecentraliseerde organisatie van verschillende instituten onder leiding van het Zwitserse episcopaat in gedachten had. De universiteit kreeg de taak om de elites op te leiden die de mensen moesten beschermen tegen de gevaren van de moderniteit. Hij was van plan het kanton uit de middelmatigheid te leiden, wat elk jaar werd bevestigd door de rekruteringsexamens.
In de Fribourgse kantonnale scholen nam Python Franse broeders in dienst uit 45 congregaties die de antiklerikale regering van premier Émile Combes waren ontvlucht.

#### Economie
Omdat het project van Python door het ontbreken van een solvabele industrie in het kanton Fribourg niet uit belastinginkomsten kon worden gefinancierd, nam hij zijn toevlucht tot diverse financieringstrucs, waarvan alleen een conversielening lucratief bleek te zijn. Daarom werd Python door de oppositie beschuldigd van woekerwinsten en administratieve dictatuur. Na een schandaal kwam in 1912 Jean-Marie Musy aan de macht in het kanton Fribourg. Volgens Musy werd vanaf 1910 meer dan de helft van de kantonnale begroting gebruikt om de schulden af te lossen die waren gemaakt om de infrastructuurwerken uit te voeren, terwijl het kanton nauwelijks was geïndustrialiseerd. Python wilde van Fribourg een katholiek centrum maken met een pan-Europese aanwezigheid en het kanton tot een 'christelijke republiek'.
Daarnaast richtte Python de Kantonnale Bank van Fribourg op, alsook de en de Chemins de fer fribourgeois en de Entreprises électriques fribourgeoises. Hij wist Franse aristocraten ervan te overhalen om duizenden hectare weilanden in de Gruyèrestreek op te kopen na de economische crisis van de jaren 1870.

### Federale politiek
Van 1 december 1884 tot 3 december 1893 was Python lid van de Nationale Raad. De katholieke pers verspreidde een beeld van hem als moedig en talentvol jong politicus. Enkele politieke overwinningen in de Nationale Raad leverden hem een sterk imago op.

#### Spoorwegen
Samen met zijn schoonbroer Paul Aeby wist hij in 1886 de Romandische kantons te mobiliseren rond het Simplonvraagstuk. Nadat in 1891 het Zwitserse parlement een wet had goedgekeurd tot overname van de Schweizerische Centralbahn en over deze wet een referendum werd afgedwongen, voerde hij met succes een felle campagne tegen de nationalisatie van deze spoorwegmaatschappij. Op 6 december 1891 stemde immers een grote meerderheid van de kiezers tegen deze overname, hetgeen een zware politieke nederlaag was voor Bondsraadslid Emil Welti, die op dat moment chef was van het Departement van Posterijen en Spoorwegen. Welti kondigde dezelfde dag nog zijn ontslag als lid van de Bondsraad aan. Python droeg er vervolgens toe bij dat de conservatieve katholiek Josef Zemp werd verkozen als opvolger van Welti. Zemp was het eerste conservatief-katholieke Bondsraadslid in de Zwitserse geschiedenis, alsook het eerste Bondsraadslid die niet tot de vrijzinnige radicalen behoorde.

#### Sociaal katholicisme
Als adept van het sociaal katholicisme was Python betrokken bij de werkzaamheden van de Union de Fribourg, een belangrijke inspiratiebron voor de encycliek Rerum Novarum van paus Leo XIII. Teneinde in te gaan tegen de opkomst van de socialisten, probeerde hij de radicalen linkser te oriënteren en smeedde hij een alliantie tussen katholieken en gematigde liberalen door in 1889 de Schweizerischer Arbeiterbund te steunen. Op die manier hoopte hij de stem van de arbeiders voor zich te winnen. Toen hij bij de federale parlementsverkiezingen van 1893 campagne voerde met de protestantse socialist Heinrich Scherrer uit Sankt Gallen, koste dit hem bij de verkiezingen zijn zetel in de Nationale Raad.
In 1905 richtte Python de Fédération ouvrière fribourgeoise op, die hij onder controle plaatste van de Conservatieve Volkspartij.

#### Kantonsraadslid
Na zijn verkiezingsnederlaag in 1893 maakte Python in 1896 een comeback in de federale politiek als lid van de Kantonsraad. Hij zou er zetelen van 7 december 1896 tot 9 oktober 1920. Van 6 december 1915 tot 1 december 1916 was hij voorzitter van de Kantonsraad. In de Kantonsraad steunde hij de wet van Bondsraadlid Ludwig Forrer tot invoering van een ziekte- en ongevallenverzekering. Verder steunde hij ook een bevolkingsinitiatief om de leden van de Bondsraad rechtstreeks door de bevolking te laten verkiezen. Beide initiatieven werden in 1900 echter door de bevolking weggestemd in een referendum. Net als andere federalistische politieke leiders probeerde hij de aanwezigheid van zijn beweging op het federale politieke niveau te vergroten door de politieke rechten van de bevolking te vergroten terwijl hij zich op kantonnaal vlak net verzette tegen verdere democratiseringen.

### Nalatenschap

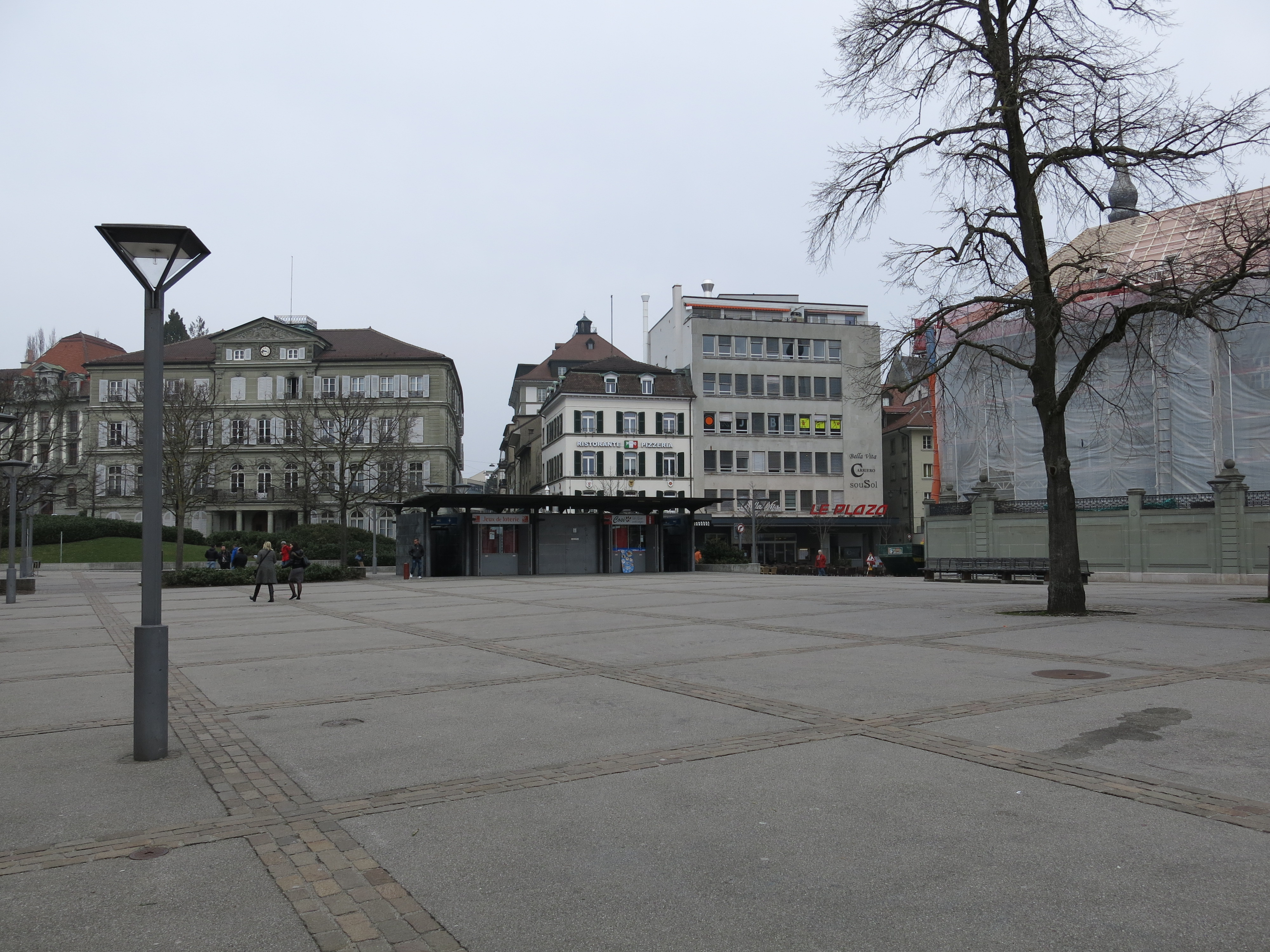
De Place Georges-Python in Fribourg.

Python werd het voorwerp van een ware persoonlijkheids- en herinneringscultus. Zijn afbeelding werd in 1924 vereeuwigd in een fresco in de kapel van Posieux en in 1936 in een glas-in-loodraam in de Sint-Nikolaaskathedraal van Fribourg. Het centrale marktplein van de stad Fribourg, de Place Georges-Python, werd naar hem vernoemd. Bij de viering van zijn honderdste verjaardag in 1956 werd hem de titel 'tweede stichter van Freiburg' toegekend. In 1977 werd de vijftigste verjaardag van zijn dood echter niet meer herdacht.

## Onderscheidingen
- Doctor honoris causa aan de Universiteit van Fribourg (1911)